# Donatella Moretti
Donatella Moretti, née à Pérouse le 17 septembre 1942, est une chanteuse italienne.

## Discographie
- 1963 - Diario di una sedicenne (RCA Italiana, PML 10355)
- 1971 - Storia di storie (King, NLU 62014)
- 1972 - Conto terzi (King, NLU 62016)
- 1973 - In prima persona (King, NLU 62022)
- 1988 - Caleidoscopio (Interbeat)
- 1992 - Affetti personali (Interbeat)
- 1995 - Gloria (San Paolo Audiovisivi, CDMS 078)
- 2000 - Zucchero filato (San Paolo Audiovisivi)
- 2001 - Laudes della speranza e dell'amore (San Paolo Audiovisivi)
- 2003 - I grandi successi originali (RCA Italiana; 2 CD)